# Nasutixalus
Nasutixalus is een geslacht van kikkers uit de familie schuimnestboomkikkers (Rhacophoridae). 
Het geslacht wordt ingedeeld in twee soorten, waarvan de soort Nasutixalus medogensis pas in 2016 voor het eerst wetenschappelijk is beschreven. Voor die tijd was de groep monotypisch en werd slechts vertegenwoordigd door de enige ander soort, Nasutixalus jerdonii.

## Verspreiding
Het verspreidingsgebied beslaat delen van Azië. De verschillende soorten leven in de landen India en China. Mogelijk komen de kikkers voor in delen van Nepal.

## Taxonomie
Geslacht Nasutixalus
- Soort Nasutixalus jerdonii
- Soort Nasutixalus medogensis